# Ауанс
Ауанс (на френски: Awans) е селище в Югоизточна Белгия, окръг Лиеж на провинция Лиеж. Населението му е около 8700 души (2006).